# PLER KC
A PLER–Budapest (Pestszentlőrinc–Elektromos-Rév) egy budapesti férfi kézilabdacsapat. Jelenleg elsőosztályban szerepel.
A klubot 1984-ban alapították Pestlőrinc SC néven. 1999-ben jutott fel az élvonalba, ekkor egyesült a Malév SC-vel, és vette fel az LRI Malév Pestlőrinc nevet.  
2000-ben Kovács Ferenc, akkori Malév Rt. vezérigazgató patronálásával beolvadt a Malév Sport Clubba (LRI Malév Pestszentlőrinc), majd a bajnokság végén a megszűnőben lévő Elektromos SE szakosztályával fúzióra lépve új csapattal az első osztályban folytatta (Pestlőrinc–LRI Malév-Elektromos). Ezt követően a megfiatalított csapat Kovács Mihály vezetésével a 2000/2001-es bajnokságban a negyedik helyet szerezte meg.
Egy évvel később beleolvadt a nagy hagyományokkal rendelkező Elektromos SE is a klubba. 2003-ban a RÉV TSC is beolvadt a klubba, létrehozva a Pestszentlőrinc–Elektromos-Rév csapatot, mely 2004-től PLER mozaikszóvá rövidült. 
A csapat a 2003/2004-es bajnokságban a hatodik, a 2004/2005-ös bajnokságban az ötödik helyezést érte el. 2005-ben az ifjúsági csapat az NB I-ben aranyérmes, a serdülő csapat az OSB döntőn első helyezett lett.
Az FTC és a PLER KC 2011-es egyesülésével Budapesten egyetlen NB I-es férfi kézilabda csapat maradt, az FTC–PLER. A csapat élére a BL-győztes edző, Zsiga Gyula állt, vezetésével az egyesült csapat 2012-ben a hetedik, a következő évben pedig a bajnokság ötödik helyén végzett.
2023-ban PLER-Budapest néven a klub visszajutott az NB I-be, majd az első évében kiharcolta a bennmaradást, így a 2024/2025-ös szezonban is Magyarország legjobb 14 csapata között szerepelhetett.

## Sikerek

### Elektromos SE
- Nemzeti Bajnokság I:
  - Bajnok: 1969, 1970, 1971, 1991
  - Ezüstérmes: 1968, 1974, 1979, 1992, 1993, 1995
  - Bronzérmes: 1972, 1980, 1994, 1996
- Magyar Kupa:
  - Győztes: 1976, 1980, 1981, 1997
  - Ezüstérmes: 1953, 1978, 1994, 1998, 2011
- 2-szeres BEK negyeddöntős: 1991–1992, 1992–1993.
- 2-szeres KEK negyeddöntős: 1994–1995, 1997–1998.
- 2-szeres EHF-kupa negyeddöntős: 1993–1994, 1995–1996

#### A bajnokcsapatok tagjai
1969-es magyar bajnok
Ágoston György, Álló János, Berendi Antal, Fülöp György, Horváth Ervin, Klemanovits Tibor, Kozlovszky Attila, Molnár Attila, Nagy János, Seidl József, Sényi Imre, Vass Károly, Vass Sándor, Veér Balázs, Zalai Tamás. Edző: Kozlovszky István.
1990–1991-es magyar bajnok
Bakos István, Fekete Gábor, Gróf Ádám, Győrffy Sándor, Győri Zsolt, Horváth Attila, Horváth Imre, Kertész Balázs, Lakatos Zoltán, Molnár Gábor, Molnár József, Nagy Zoltán, Pribék István, Varjú Vilmos, Zsembery Tamás. Edző: Komáromi Ákos.

### Ismertebb játékosok
- Milan Kuzman
- Filip Lazarov

## Külső hivatkozások
- A PLER-Budapest hivatalos oldala Archiválva 2009. október 9-i dátummal a Wayback Machine-ben